# Бочаров, Василий Филиппович
Василий Филиппович Бочаров — советский аграрий, Герой Социалистического Труда.

## Биография
Родился в 1929 году в Волгоградской области. Член КПСС.
С 1949 года — на хозяйственной, общественной и политической работе. В 1949—1990 гг. — агролесомелиоратор, агроном, главный агроном, директор совхоза имени Киквидзе Киквидзенского района Волгоградской области.
Указом Президиума Верховного Совета СССР от 23 июня 1966 года за успехи, достигнутые в увеличении производства и заготовок пшеницы, ржи, гречихи, риса, других зерновых и кормовых культур и высокопроизводительном использовании техники, присвоено звание Героя Социалистического Труда с вручением ордена Ленина и золотой медали «Серп и Молот».
Василий Филиппович умер в посёлке Гришин после 1989 года.